# Gunnar Hansen (billedhugger)
 For alternative betydninger, se Gunnar Hansen. (Se også artikler, som begynder med Gunnar Hansen)
Gunnar Hansen (4. februar 1901 på Nysted højskole – 23. november 1972 i Hareskov) var dansk billedhugger som har udsmykket mange danske kirker.
Gunnar Hansen voksede op i et præste- og højskolemiljø og han har gennem årene medvirket ved udsmykningen af mange kirker og har skabt , døbefonter, krucifikser, glasmosaikruder og relieffer med bibelske motiver som Moses, Kain og Abel samt Jesu dåb.

## Uddannelse og ophold i udlandet
- 1921-1924, Det Kongelige Danske Kunstakademi i København, elev af Chresten Skikkild og Einar Utzon-Frank[2]
- 1923 - London og Paris
- 1924-1926, 2 år på tegnekursus på Grand View College, Des Moines, Iowa, USA
- 1927 - Firenze og Rom
- 1931 - Italien og Grækenland

## Udstillinger
I 1927 på Charlottenborgs Forårsudstilling var første gang Gunnar Hansen viste sine værker frem.
- Charlottenborg Forår 1927-56
- Kunstnernes Efterårsudstilling
- Billedhuggersammenslutningen,
- Charlottenborg Efterårsudstilling
- Utzon-Frank og hans elever på Charlottenborg i 1943,
- Tegneudstillingen på Statens Museum for Kunst 1940-41,
- Skulpturudstillingen i Haveselskabets Have 1943

## Legater og udmærkelser
- 1941 - Det Anckerske Legat sammen med Vilhelm Lundstrøm
- 1941 - Eckersberg Medaillen[3] (i fundatsen hedder det: Med Eckersberg Medaillen kan Akademiet udmærke et menneske, der har ydet en indsats af høj kunstnerisk kvalitet inden for den frie eller den bundne kunst).
- 1957 - Dronning Alexandras præmie
- 1937 - De Neuhausenske Præmier
- 1930, 1938 - Carlsons Præmie
- 1942-1942 - Carlsons Legat
- 1931 - C.C. Hall's præmie
- 1946 - Hanne Benzons præmie
- 1944 - Eibeschütz' Præmie
- 1927, 1930 - Flere præmier fra Akademiet
- 1929 - Midler fra Carl Julius Petersens fond
- 1932 - Legater fra Den Raben-Levetzauske Fond
- 1932 - De Bielkeske Legater
- 1941 - Glashandler Johan Franz Ronges Fond
- 1941 - H.P. Lindeburg

## Værker
- Prof. Elof Risebye, gips, (Vejle Kunstmuseum)
- Frede Bojsen, portrætstatue i granit, 1929, fik Oscar Carlsons Præmie (Rødkilde Højskole, Møn)
- Relief 'Guldhornene findes' i cement, 1931
- Stærkodder i cement, 1932
- Statuette i klæbersten, 1937, fik Neuhausens præmie
- Moses' bøn i cement, udstillet, 1940, fik Eckersberg Medaillen
- Statuette 'Flugten til Egypten' i brændt ler, udstillet 1943
- Relief 'Eliezer og Rebekka ved brønden' udstillet 1944, fik Eibeschütz' Præmie
- Relief Hjort i brændt ler, udstillet 1946, fik Hanne Benzons præmie
- Relief 'Kristus og Peter på søen' i gips, udstillet 1948
- Relief 'Sangen' i cement, udstillet 1949
- 'Tre Piger' i cement, udstillet 1950
- Relief Genforeningsmonument i granit, skitse i brændt ler, 1950 (Haderslev Museum)
- Niels Bukhs Minde, Granitskulptur, 1959 (Ollerup Gymnastikhøjskole).[4]

## Kirkeudsmykninger[5]
- Kvissel Kirke, granitrelief over indgang 1925
- Bethlehemskirken, døbefont i fakse kalksten 1938 (fik Carlsons Pris, model i cement udstillet 1940). På kummen, som støttes af 3 ben, ses bl.a. Kongernes tilbedelse, profeter, kong David samt teksten 'Konger og profeter mange, længtes efter Eder'. Fonten er hugget i en blok.
- Præstø Kirke, series pastorum, 1938
- Tyrstrup Kirke, relief Genforeningsminde i klæbersten, omkring 1945
- Ikast Kirke, to store glasmosaikker i de syd- og nordvendte korsarme. Skabt i samarbejde med Ingolf Røjbæk, 1948.
- Ols Kirke, relief i brændt ler 'Kvinderne ved graven' 1950  Arkiveret 27. januar 2022 hos  Wayback Machine
- Fårup Kirke (ved Aarhus), alter keramikskulptur 'Kristi genkomst' 1950
- Grarup Kirke (Grarup Sogn), krucifiks i brændt ler 1951
- Ejby Kirke (ved Middelfart), krucifiks 1951
- Revninge Kirke, alteranordning i fransk kalksten 1951
- Svinninge Kirke, Alterudsmykning udskåret i træ, 1953
- Balle Kirke, korsfæstelsesrelief i gammel altertavle 1957
- Svenstrup Kirke (ved Aalborg), elfenbenskrucifiks på alter 1960
- Søborg Kirke (ved Gribskov), glasmosaikruder 1960
- Svinninge Kirke, trærelief på alter 1960
- Virum Kirke (Virum Sogn), krucifiks i keramik, keramikrelief; Peters fiskedræt, i præsteværelset, 1961
- Svenstrup Kirke (på Als), altertavle bemalet trærelief 'Bespisningen i ørkenen' 1961
- Blistrup Kirke, døbefont 1966
- Haslev Kirke, kordekoration 1967
- Estruplund Kirke, glasmosaik i østvindue og krucifiks 1968
- Over Hadsten Kirke, krucifiks 1969
- Brønshøj Kirke, keramisk relief 1970
- Århus Sankt Johannes Kirke, krucifiks 1972 (færdiggjort af Aage Bruun Jespersen 1973)
- Brylle Kirke, alterbordspanel 1972
- Gyldenbjerg Kirke, korsfæstelsesgruppe, Hareskov kirkekeramikrelief
- Brejning Kirke (ved Vejle), keramikrelieffer
- Værløse Kirke, keramikrelieffer i menighedslokalerne skænket af familien

## Galleri
- Niels Bukhs Minde, Granitskulptur, placeret på Ollerup Gymnastikhøjskole
- Statue af Frede Bojsen, grundlægger af Rødkilde Højskole, Møn, 1929. Statuen står i skolens have
- Krucifiks i Svenstrup Kirke (Aalborg Kommune)
- Relief i Værløse Kirke
- Relief i Hareskov Kirke
- Relief i Tyrstrup Kirke
- 4 køer og en diende kalv. Ca 1965. Privateje
- Døbefonten i Bethlehemskirken (København). Materialet er Faxe-kalk. Indskriften lyder: ”Konger og profeter mange længtes efter eders kaar”. (Grundtvig fra salmen "Øjne, I var lykkelige", DDS 164, vers 2.)

## Familie
Gunnar Hansen er søn af præst og højskolelærer Hans Hansen og Clara Bentzen (datter af billedhugger Edvard Harald Bentzen).
Den 4. september 1927 blev Gunnar gift med Anna Kristiane Hansen (1904-1997), datter af boelsmand Valdemar Frederik Hansen og Sara Louise Jensen. Vielsen, som foregår i Stege Kirke, foretages at Gunnars far Hans Hansen.
Gunnar Hansen er begravet på Fløng Kirkegård sammen med sin hustru og på samme gravplads som hans far og mor.
Gunnar Hansen og Anna Kristiane Hansen fik ingen børn.

## Gunnar Hansens relation til Fløng[5]
Gunnar Hansen har altid haft en tæt relation til Soderup, en landsby i Fløng Sogn. Gunnars far var Hans Hansen (1873-1953) som i 1900 med gift med Clara Bentzen (1877-1931). Hans Hansen blev født på Toftegården i Soderup som søn af gårdejer Hans Sørensen og Bodil Eriksdatter. Hans Hansen læste teologi, blev højskolemand, bl.a. i Nysted hvor Gunnar blev født, og endte som præst i Stege.
Gunnar Hansen havde sit atelier i villaen i Hareskov. Efter hans død, flyttede han enke, Anna Hansen, fra villaen i Hareskov, og i den forbindelse forærede Anna en række arbejder til Fløng Kirke:
- Fire glaserede keramikrelieffer, nu i Sognets Hus
- Et keramikkrucifiks (forarbejde) i kapellet
- Hjortefigur i kunststen ved kirkens sydmur
- Keramikrelief 'Peter reddes fra drukning'

Gunnar Hansen har endvidere udformet to gravsten på kirkegården, en over sine forældre, en over sig selv og sin hustru.